# Girolamo Casanate

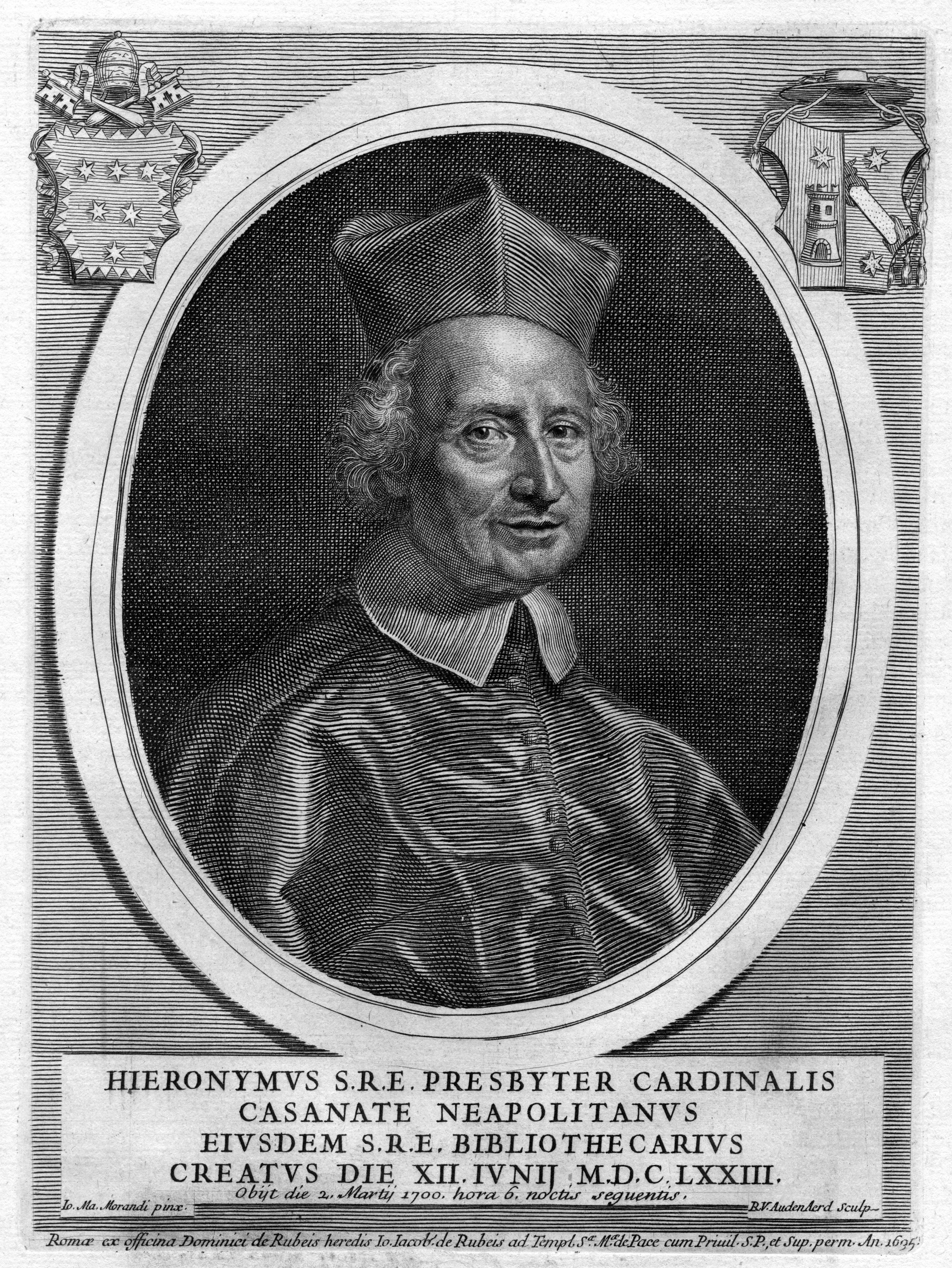
Girolamo Kardinal Casanate (Stich von Robert van Audenaerde nach Giovanni Maria Morandi, um 1700)

Girolamo Casanate (auch Girolamo Casanata; * 13. Februar 1620 in Neapel; † 3. März 1700 in Rom) war ein italienischer Kardinal der Römischen Kirche und Büchersammler.

## Leben

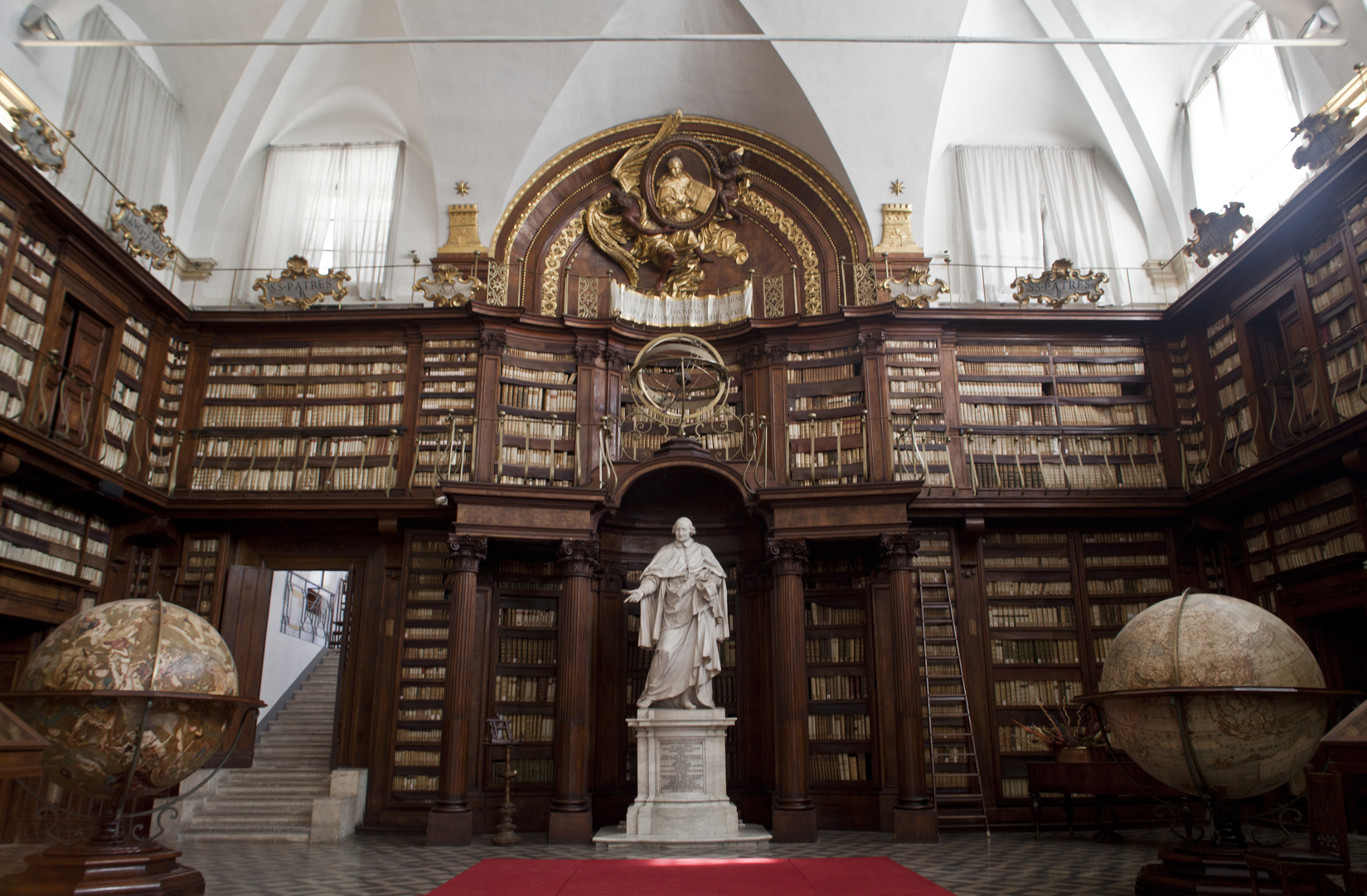
Biblioteca Casanatense mit der Statue von Kardinal Girolamo Casanate

Er war der Sohn des Tomás (oder Matías) Casanate, Mitglied des Obersten Gerichtshofs im Königreich Neapel und Diplomat, und dessen Ehefrau Juana (Giovanna) Dalmau. Seit seiner Kindheit stand er mit den Dominikanern in Kontakt, 1633 empfing er die Tonsur. Girolamo Casanate studierte an der Universität Neapel, wo er 1635 zum Doctor iuris utriusque promoviert wurde. Danach praktizierte er Recht in Neapel. Auf Anregung von Kardinal Giovanni Battista Pamphilj, dem späteren Papst Innozenz X. trat er in den geistlichen Stand. 1645 wurde er Kammerherr, und am 15. Januar 1648 Gouverneur der Städte der Sabina. 1652 Gouverneur von Fabriano und ab dem 3. September 1653 Gouverneur von Camerino, hielt er dort am 14. September 1653 desselben Jahres seinen Einzug. Von 1656 bis 1658 war er Gouverneur von Ancona, ab 1657 zudem Referendar an den Gerichtshöfen der Apostolischen Signatur. Von 1658 bis 1663 war er Inquisitor in Malta. Nach seiner Rückkehr wurde er in Rom Relator der Sacra Consulta, Konsultor der Ritenkongregation und Konsultor der Kongregation Propaganda Fide. Es folgten weitere Positionen in der Römischen Kurie.
Im Konsistorium vom 12. Juni 1673 erhob Papst Clemens X. Casanate zur Kardinalswürde und ernannte ihn zum  Kardinaldiakon unter Dispens davon, dass er noch keine Weihe empfangen hatte. Den roten Hut erhielt Girolamo Casanate, nachdem er am 12. Juni desselben Jahres zum Subdiakon geweiht worden war, am 15. Juni 1673 und als Titeldiakonie wurde ihm am 17. Juli desselben Jahres Santa Maria in Portico Campitelli übertragen. Er war Mitglied der Kongregation für die Bischöfe und Regularen, der Konzilskongregation, der Religiosenkongregation, der Kongregation für die Apostolischen Visitationen und der Dombauhütte von St. Peter. Am 2. Dezember 1675 optierte er zur Titeldiakonie San Cesareo in Palatio. Girolamo Casanate nahm am Konklave 1676 teil, das Innozenz XI. zum Papst wählte. Er optierte am 6. April 1682 zur Diakonie Sant’Agata in Suburra und wurde im selben Jahr Pro-Generalvikar von Rom. Am 16. September 1686 optierte er zur Kardinalsklasse der Kardinalpriester und zur Titelkirche Santi Nereo e Achilleo. Er war Teilnehmer des Konklaves 1689, aus dem Alexander VIII. als Papst hervorging. Am 7. November 1689 optierte er zur Titelkirche San Silvestro in Capite. Schließlich nahm er am Konklave 1691 teil, das Innozenz XII. zum Obersten Pontifex wählte. Vom 2. Dezember 1693 bis zu seinem Tod war er Bibliothekar der Heiligen Römischen Kirche. Ab 1698 war er Präfekt der Indexkongregation. Er begründete die Biblioteca Casanatense und stattete diese aus. Während seines Lebens sammelte er mehr als 25.000 Bücher, die er testamentarisch den Dominikanern vermachte.
Girolamo Casanate starb am Morgen des 3. März 1700 in seinem römischen Palast nahe dem Kloster Santi XII Apostoli. Nach den Exequien in Santa Maria sopra Minerva wurde er in der Lateranbasilika beigesetzt, während sein Herz in Santa Maria sopra Minerva bestattet wurde.